# مدار ۲۳ درجه شمالی
مدار ۲۳ درجه شمالی، دایره‌ای از عرض جغرافیایی است که در ۲۳ درجهٔ شمالی خط استوا  قرار دارد.

## گذر از مناطق
از نصف‌النهار مبدأ شروع می‌شود و به سمت مشرق ۲۳ درجه شمالی از موارد زیر گذر می‌کند:
| مختصات‌ها                                             | کشور، قلمرو یا دریا | توضیحات                                                                                 |
| ---------------------------------------------------- | ------------------- | --------------------------------------------------------------------------------------- |
| ۲۳°۰′ شمالی ۰°۰′ شرقی / ۲۳٫۰۰۰°شمالی ۰٫۰۰۰°شرقی      | الجزایر             |                                                                                         |
| ۲۳°۰′ شمالی ۱۱°۳′ شرقی / ۲۳٫۰۰۰°شمالی ۱۱٫۰۵۰°شرقی    | نیجر                |                                                                                         |
| ۲۳°۰′ شمالی ۱۳°۴۶′ شرقی / ۲۳٫۰۰۰°شمالی ۱۳٫۷۶۷°شرقی   | لیبی                |                                                                                         |
| ۲۳°۰′ شمالی ۱۵°۰′ شرقی / ۲۳٫۰۰۰°شمالی ۱۵٫۰۰۰°شرقی    | چاد                 |                                                                                         |
| ۲۳°۰′ شمالی ۱۶°۵۸′ شرقی / ۲۳٫۰۰۰°شمالی ۱۶٫۹۶۷°شرقی   | لیبی                |                                                                                         |
| ۲۳°۰′ شمالی ۲۵°۰′ شرقی / ۲۳٫۰۰۰°شمالی ۲۵٫۰۰۰°شرقی    | مصر                 |                                                                                         |
| ۲۳°۰′ شمالی ۳۵°۲۷′ شرقی / ۲۳٫۰۰۰°شمالی ۳۵٫۴۵۰°شرقی   | مثلث حلایب          | Claimed by both مصر and سودان - Egypt controls the territory                            |
| ۲۳°۰′ شمالی ۳۵°۴۰′ شرقی / ۲۳٫۰۰۰°شمالی ۳۵٫۶۶۷°شرقی   | دریای سرخ           |                                                                                         |
| ۲۳°۰′ شمالی ۳۸°۴۸′ شرقی / ۲۳٫۰۰۰°شمالی ۳۸٫۸۰۰°شرقی   | عربستان سعودی       |                                                                                         |
| ۲۳°۰′ شمالی ۵۲°۳۲′ شرقی / ۲۳٫۰۰۰°شمالی ۵۲٫۵۳۳°شرقی   | امارات متحده عربی   | Emirate of Abu Dhabi                                                                    |
| ۲۳°۰′ شمالی ۵۵°۱۳′ شرقی / ۲۳٫۰۰۰°شمالی ۵۵٫۲۱۷°شرقی   | عمان                |                                                                                         |
| ۲۳°۰′ شمالی ۵۹°۷′ شرقی / ۲۳٫۰۰۰°شمالی ۵۹٫۱۱۷°شرقی    | اقیانوس هند         | دریای عرب                                                                               |
| ۲۳°۰′ شمالی ۶۸°۵۴′ شرقی / ۲۳٫۰۰۰°شمالی ۶۸٫۹۰۰°شرقی   | هند                 | گجرات مادایا پرادش چتیسگر جارکند بنگال غربی                                             |
| ۲۳°۰′ شمالی ۸۸°۵۲′ شرقی / ۲۳٫۰۰۰°شمالی ۸۸٫۸۶۷°شرقی   | بنگلادش             |                                                                                         |
| ۲۳°۰′ شمالی ۹۱°۳۲′ شرقی / ۲۳٫۰۰۰°شمالی ۹۱٫۵۳۳°شرقی   | هند                 | تریپورا - for about 20km                                                                |
| ۲۳°۰′ شمالی ۹۱°۴۳′ شرقی / ۲۳٫۰۰۰°شمالی ۹۱٫۷۱۷°شرقی   | بنگلادش             |                                                                                         |
| ۲۳°۰′ شمالی ۹۲°۲۳′ شرقی / ۲۳٫۰۰۰°شمالی ۹۲٫۳۸۳°شرقی   | هند                 | میزورام                                                                                 |
| ۲۳°۰′ شمالی ۹۳°۸′ شرقی / ۲۳٫۰۰۰°شمالی ۹۳٫۱۳۳°شرقی    | میانمار (Burma)     |                                                                                         |
| ۲۳°۰′ شمالی ۹۹°۳۱′ شرقی / ۲۳٫۰۰۰°شمالی ۹۹٫۵۱۷°شرقی   | چین                 | یون‌نان                                                                                  |
| ۲۳°۰′ شمالی ۱۰۴°۵۰′ شرقی / ۲۳٫۰۰۰°شمالی ۱۰۴٫۸۳۳°شرقی | ویتنام              |                                                                                         |
| ۲۳°۰′ شمالی ۱۰۵°۴۸′ شرقی / ۲۳٫۰۰۰°شمالی ۱۰۵٫۸۰۰°شرقی | چین                 | گوانگشی گوانگ‌دونگ — passing just south of گوانگ‌ژو                                       |
| ۲۳°۰′ شمالی ۱۱۶°۳۱′ شرقی / ۲۳٫۰۰۰°شمالی ۱۱۶٫۵۱۷°شرقی | دریای جنوبی چین     |                                                                                         |
| ۲۳°۰′ شمالی ۱۲۰°۷′ شرقی / ۲۳٫۰۰۰°شمالی ۱۲۰٫۱۱۷°شرقی  | تایوان              | Island of تایوان (claimed by چین)                                                       |
| ۲۳°۰′ شمالی ۱۲۱°۱۹′ شرقی / ۲۳٫۰۰۰°شمالی ۱۲۱٫۳۱۷°شرقی | اقیانوس آرام        | Passing just south of the island of Nihoa, هاوائی, ایالات متحده آمریکا                  |
| ۲۳°۰′ شمالی ۱۱۰°۵′ غربی / ۲۳٫۰۰۰°شمالی ۱۱۰٫۰۸۳°غربی  | مکزیک               | شبه‌جزیره باخا کالیفرنیا                                                                 |
| ۲۳°۰′ شمالی ۱۰۹°۴۲′ غربی / ۲۳٫۰۰۰°شمالی ۱۰۹٫۷۰۰°غربی | خلیج کالیفرنیا      |                                                                                         |
| ۲۳°۰′ شمالی ۱۰۶°۱۱′ غربی / ۲۳٫۰۰۰°شمالی ۱۰۶٫۱۸۳°غربی | مکزیک               |                                                                                         |
| ۲۳°۰′ شمالی ۹۷°۴۶′ غربی / ۲۳٫۰۰۰°شمالی ۹۷٫۷۶۷°غربی   | خلیج مکزیک          |                                                                                         |
| ۲۳°۰′ شمالی ۸۳°۱۳′ غربی / ۲۳٫۰۰۰°شمالی ۸۳٫۲۱۷°غربی   | کوبا                | Passing just south of هاوانا                                                            |
| ۲۳°۰′ شمالی ۷۹°۵۹′ غربی / ۲۳٫۰۰۰°شمالی ۷۹٫۹۸۳°غربی   | اقیانوس اطلس        |                                                                                         |
| ۲۳°۰′ شمالی ۷۴°۵۵′ غربی / ۲۳٫۰۰۰°شمالی ۷۴٫۹۱۷°غربی   | باهاما              | Long Island                                                                             |
| ۲۳°۰′ شمالی ۷۴°۵۱′ غربی / ۲۳٫۰۰۰°شمالی ۷۴٫۸۵۰°غربی   | اقیانوس اطلس        | Passing just north of Crooked Island, باهاما · Passing just south of Samana Cay, باهاما |
| ۲۳°۰′ شمالی ۱۶°۸′ غربی / ۲۳٫۰۰۰°شمالی ۱۶٫۱۳۳°غربی    | صحرای غربی          | Claimed by مراکش                                                                        |
| ۲۳°۰′ شمالی ۱۳°۵′ غربی / ۲۳٫۰۰۰°شمالی ۱۳٫۰۸۳°غربی    | موریتانی            |                                                                                         |
| ۲۳°۰′ شمالی ۶°۲۰′ غربی / ۲۳٫۰۰۰°شمالی ۶٫۳۳۳°غربی     | مالی                | This part of Mali has declared independence as ازواد                                    |
| ۲۳°۰′ شمالی ۱°۴۰′ غربی / ۲۳٫۰۰۰°شمالی ۱٫۶۶۷°غربی     | الجزایر             |                                                                                         |